# Diecezja Joliette
Diecezja Joliette – diecezja rzymskokatolicka w Kanadzie. Została erygowana w 1904.

## Biskupi diecezjalni
- Joseph Alfred Archambault † (1904–1913)
- Joseph-Guillaume-Laurent Forbes † (1913–1928)
- Joseph Arthur Papineau † (1928–1968)
- René Audet † (1968–1990)
- Gilles Lussier, (1991–2015)
- Raymond Poisson, (2015–2018)
- Louis Corriveau (od 2019)